# Anatomie (film)
Anatomie is een Duitse medische thriller-horrorfilm uit 2000 geschreven en geregisseerd door Stefan Ruzowitzky. De hoofdrol wordt vertolkt door Franka Potente. De film was een kassucces in Duitsland. In 2003 werd het vervolg Anatomie 2 uitgebracht.

## Rolverdeling
| Acteur                  | Personage      |
| ----------------------- | -------------- |
| Franka Potente          | Paula Henning  |
| Benno Fürmann           | Hein           |
| Rüdiger Vogler          | dr. Henning    |
| Anna Loos               | Gretchen       |
| Oliver Wnuk             | Ludwig         |
| Arndt Schwering-Sohnrey | David          |
| Sebastian Blomberg      | Caspar         |
| Holger Speckhahn        | Phil           |
| Traugott Buhre          | prof. Grombek  |
| Gennadi Vengerov        | de preparateur |

## Prijzen
- 2000: Deutscher Filmpreis in de categorie Publieksprijs: Duitse bioscoopfilm van het jaar
- 2000: DVD Champion in de categorie Speelfilm
- 2000: Tweede plaats bij de New Faces Award voor Anna Loos (Beste jonge actrice)